# Expanze dynamiky signálu

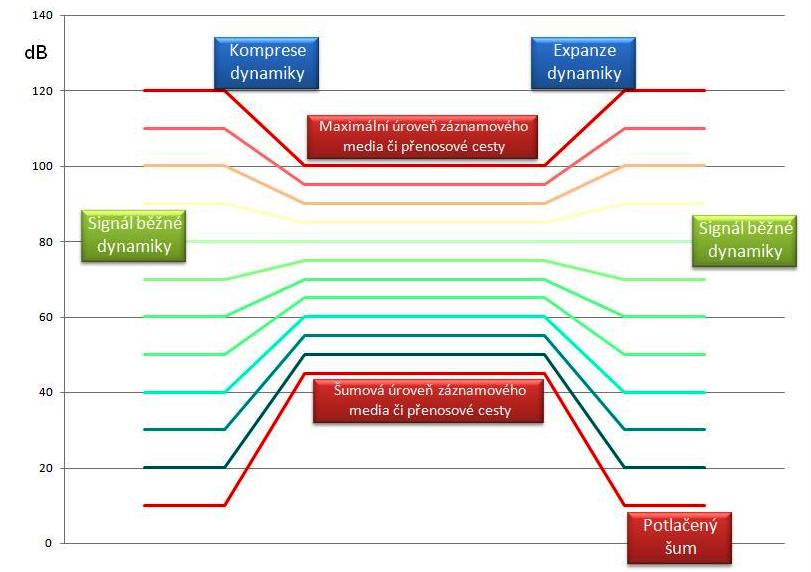
Průběh dynamického rozsahu signálu od jeho vzniku, přes přenosovou či záznamovou cestu až k jeho reprodukci.

Expanze dynamiky signálu v elektroakustickém řetězci se nejčastěji používá pro obnovu původního signálu, po předchozí kompresi dynamiky signálu,

čímž se zároveň dosáhne většího odstupu od rušivých napětí a šumu, při snímání či příjmu elektrického signálu na výstupní straně přenosového řetězce, snímací zesilovač, přijímač.

## Expanze dynamiky
Expanze dynamiky zajišťuje větší zesílení silných signálů a menší zesílení slabších signálů, čímž zvětšíme, obnovíme původní dynamický rozsah signálu, ale také obnovíme věrnost původního signálu před stlačením, čímž a vrátíme signálu známky Hi-Fi. Expanze dynamiky signálu byla šířena společně s kompresí dynamiky signálu, nejčastěji jako systémy Dolby, od roku 1965

Dolby A-type NR, poté se rozšířila verze Dolby B-type NR téměř na všechny magnetofony, v roce 1986 poslední v analogova verze Dolby Spectral Recording (SR) zcela ovládla 35mm filmovou produkci.

## Potlačení šumu
Komprese i expanze dynamiky signálu by byla zbytečná, kdyby nepřinesla výrazné zlepšení šumových vlastností. Šum záznamového média či přenosové cesty je pod úrovní zaznamenávaných či přenášených nejslabších signálů, při expanzi je potlačen a zůstane opět pod touto úrovní, přitom samotný signál prošel cestou, která má mnohem horší šumové vlastnosti, viz obrázek a jeho pravá část.
Takto pracují i širokopásmové kompandery (tj. spojení komprese při záznamu a expanze při snímaní) např. systém dbx.

## Expanze dynamiky neelektrických signálů
Zde platí totéž, co pro kompresi dynamiky signálů, Informace může být nesena i neelektrickými druhy signálů například zvukem, světlem či magnetickým polem, přímá expanze dynamiky těchto signálů se pro nedostatek technických možností neprovádí. Používáme proto nejčastější řízení elektrického signálu (proudu a napětí), který následně převedeme příslušným měničem na signál jiného druhu.

## Speciální případy expanze dynamiky
Výjimečně se používá expanze dynamiky signálu, který neprošel předchozí kompresí dynamiky signálu, zde je nejznámější systém DNL-dynamické potlačení šumu,

jehož účelem je potlačení šumu mimo užitečný, akustický signál, tím že se sníží zesílení na vysokých kmitočtech a tím i úroveň signálu vysokých kmitočtů, kde se nachází podstatná část šumu. Většinou se DNL nastavuje tak, že začíná působit při nejslabších až slabých signálech a zanáší malou až větší ztrátu věrnosti signálu.,